# SOMUA SM
SOMUA SM — французский опытный средний танк, разрабатывавшийся компанией SOMUA в 1946—1953 годах для проекта 50-тонной боевой машины. До нашего времени прототип не сохранился.

## История создания
Одним из единственных источников информации об этом танке является книга за авторством Пьера Тузона «Les Vehicules Blindes Francais 1945-1977». В ней сообщается следующее:
11 апреля 1946 года разработчик и производитель вооружения для военной техники, компания DEFA, запросила у компании SOMUA разработать и изготовить два прототипа танка из броневой и неброневой стали. Процесс подписания контракта шёл медленно, и в мае 1948 года заказ упростили, запросив лишь один прототип и набор запчастей для него. В марте 1950 года в Decauville Établissements велись сварочные работы по созданию корпуса для танка, получившего обозначение «SM», однако возникла задержка с доставкой двигателя для прототипа.
В октябре 1951 года «SM» был доставлен на предприятие AMX для проведения испытаний, однако требуемый двигатель мощностью 1 000 л. с. был получен только в июне 1952 года. Первые испытания начались в конце января 1953 года и закончились 6 июля 1953 года; в то же время AMX уже проводила эксперименты по созданию новых корпусов и установке на них башен с более мощным вооружением, и подобных задержек у них не возникало. SOMUA не смогла справиться с конкуренцией и прекратила дальнейшие работы над «SM».

## Описание конструкции
При разработке «SM» инженеры SOMUA заимствовали дизайн у немецких танков наподобие Pz.Kpfw. Königstiger: корпус танка крупного размера сварен из бронеплит, расположенных под рациональными углами наклона. Экипаж танка состоял из 5 человек — механика-водителя, стрелка-радиста, наводчика, заряжающего (оператора автомата заряжания), который также вёл стрельбу из пулемётов, и командира. Точное расположение трансмиссии в танке неизвестно — согласно официальным чертежам, она должна располагаться в передней части машины, однако на двух имеющихся в публичном доступе фотографиях сложно разобрать точное расположение трансмиссии. Механик-водитель и стрелок-радист располагались в передней части корпуса перед башней, остальная часть экипажа находилась в качающейся башне типа TO100 (однако планировалось установить на танк башню классического типа TC90 и качающиеся башни TO90 и TOA120).

### Вооружение
Прототип «SM» вооружался нарезной противотанковой 100-мм пушкой SA 47, закреплённой в качающейся башне TO100 (tourelle oscillante de 100 mm, с фр. качающаяся башня со 100-мм орудием), изготовленной компанией FAMH. По левую сторону от орудия находился прицел, по правую сторону — спаренный пулемёт Reibel калибра 7,5 мм. Идентичные сдвоенный зенитный пулемёт находился на люке заряжающего и курсовой — по правую сторону верхней лобовой детали танка.

### Защищённость
Обе лобовые бронеплиты имели толщину 75 мм и были расположены под углом в 60°, эффективная толщина бронирования равнялась примерно 150 мм. Верхняя часть борта машины имела толщину 50 мм, нижняя (за гусеницами) — 40 мм. Корма танка имела толщину 50 мм.
Бронирование башни из-за её специфической конструкции варьировалось: так, средняя толщина «воротника» башни была равна 120 мм и постепенна снижалась по мере движения к бортам и к корме. Такую же толщину имело бронирование лба башни. Борт и корма башни имели толщину 60 мм, крыша и люк в нише башни, через который выбрасывались стреляные гильзы, имели толщину 30 мм.

### Подвижность
Танк приводился в движение 1 000-сильным двигателем Maybach HL295 и был способен развить скорость 50 км/ч по шоссе. В отличие от немецких бронемашин Второй мировой войны и танка AMX 50, использовавших «шахматное» расположение катков, на танке «SM» они располагались в один ряд: использовалась торсионная подвеска.

## В массовой культуре

### В видеоиграх
- World of Tanks — французский тяжёлый премиум-танк VIII уровня под названием Somua SM.
- World of Tanks Blitz — французский тяжёлый премиум-танк VIII уровня под названием Somua SM.
- War Thunder — французский тяжёлый премиум-танк V ранга под названием Somua SM.

Стоит отметить, что тактико-технические характеристики техники в играх, в основном, часто далеки от реальности.